# Spoorlijn 226
Spoorlijn 226 is een Belgische industrielijn in de haven van Antwerpen. Ze loopt vanaf de spoorbundel Berendrecht naar spoorlijn 11A bij de aftakking Berendrecht.
De maximumsnelheid bedraagt 40 km/u.

## Aansluitingen
In de volgende plaatsen is er een aansluiting op de volgende spoorlijnen:
Bundel Berendrecht
Spoorlijn 226A tussen Y Berliwal en Bundel Berendrecht
Spoorlijn 226B tussen Y Oost Δ Lillo en Bundel Berendrecht
Y Berendrecht
Spoorlijn 11A tussen Y Stabroek en Bundel Zandvliet